# 圣梅达尔-拉罗谢特
圣梅达尔-拉罗谢特（法語：Saint-Médard-la-Rochette，法語發音：[sɛ̃ medaʁ la ʁɔʃɛt]）是法国克勒兹省的一个市镇，位于该省东部，属于欧比松区。该市镇于1972年由原市镇圣梅达尔（Saint-Médard）和拉罗谢特（La Rochette）合并而成。

## 地理
圣梅达尔-拉罗谢特（46°2'38"N, 2°8'46"E）面积38.92 平方千米，位于法国新阿基坦大区克勒兹省，该省份为法国中部省份，位于法國中央高原西北部，北起安德尔省和谢尔省，西接维埃纳省，南至科雷兹省，东临多姆山省，东北与阿列省接壤。
与圣梅达尔-拉罗谢特接壤的市镇（或旧市镇、城区）包括：阿莱拉、阿尔、布莱萨克、伊苏丹莱特里耶、皮马尔西尼亚、圣迈克桑、圣马夏尔勒蒙。
圣梅达尔-拉罗谢特的时区为UTC+01:00、UTC+02:00（夏令时）。

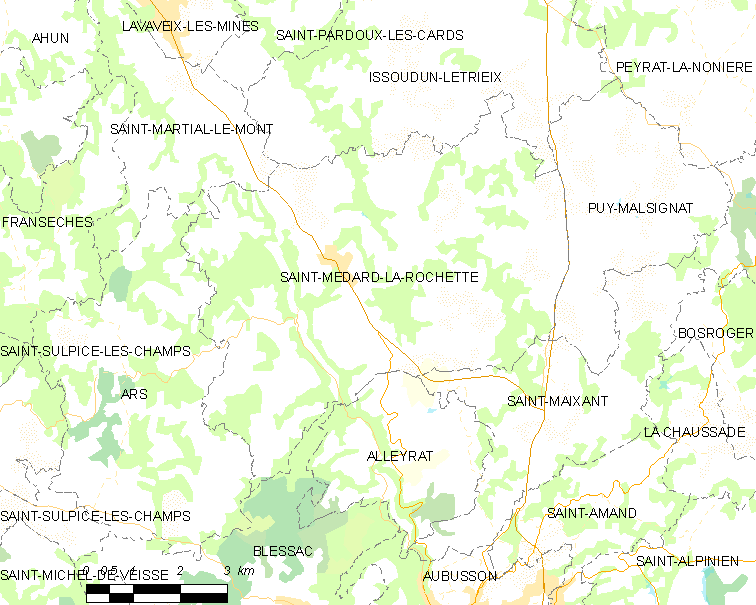
圣梅达尔-拉罗谢特的OSM定位图

## 行政
圣梅达尔-拉罗谢特的邮政编码为23200，INSEE市镇编码为23220。

## 政治
圣梅达尔-拉罗谢特所属的省级选区为古宗县。

## 人口

1962-2008年间圣梅达尔-拉罗谢特人口变化图示

圣梅达尔-拉罗谢特于2022年1月1日时的人口数量为553人。